# هازل هوتشكيس وايتمان
هازل هوتشكيس وايتمان (بالإنجليزية: Hazel Hotchkiss Wightman)‏ مواليد 20 ديسمبر 1886 في هيلدسبورغ، الولايات المتحدة - الوفاة 05 ديسمبر 1974 في نيوتن، ماساتشوستس، الولايات المتحدة، كانت لاعبة كرة مضرب أمريكية وكانت تلعب باليد اليمنى. كما أنها إحدى بطلات الجراند سلام. سبق أن شاركت في دورة الألعاب الأولمبية الصيفية.

## بطولات حققتها
- بطولة أمريكا المفتوحة للتنس

## النهائيات

### الفردي: 5 ( الألقاب 4, الوصافة 1)
| النتيجة | السنة | البطولة                     | الأرضية | المنافس           | النتيجة        |  |
| ------- | ----- | --------------------------- | ------- | ----------------- | -------------- |  |
| الفوز   | 1909  | بطولة أمريكا المفتوحة للتنس | عشبية   | مود بارجر والاتش  | 6–0, 6–1       |  |
| الفوز   | 1910  | بطولة أمريكا المفتوحة للتنس | عشبية   | لويز هاموند ريمون | 6–4, 6–2       |  |
| الفوز   | 1911  | بطولة أمريكا المفتوحة للتنس | عشبية   | فلورنسا ساتون     | 8–10, 6–1, 9–7 |  |
| الوصافة | 1915  | بطولة أمريكا المفتوحة للتنس | عشبية   | مولا مالوري       | 6–4, 2–6, 0–6  |  |
| الفوز   | 1919  | بطولة أمريكا المفتوحة للتنس | عشبية   | ماريون زيندرستين  | 6–1, 6–2       |  |

## الخط الزمني للفردي
مفتاح
| ف | ن | ن.ن | ر.ن | د# | د.م | ل | أ.أ | ت | غ | ب | ف | ذ | م.خ | ل.ت |

(ف) فاز بالبطولة (ن) وصل النهائي (ن.ن) نصف النهائي (ر.ن) ربع النهائي (د#) الأدوار الأربعة الأولى (د.م) دور المجموعات (ل) شارك في كأس ديفيز (أ.أ) خرج من الأدوار الاولى (ت) خسر التصفيات التأهيلية (غ) غاب عن الحدث أو البطولة (ب) حصل على ميدالية برونزية (ف) حصل على ميدالية فضية (ذ) حصل على ميدالية ذهبية (م.خ) بطولة الماسترز خُفضت إلى مرتبة أقل (ل.ت) البطولة لم تعقد في السنة المعينة.
لتجنب الارتباك وازدواجية الحساب، يتم تحديث هذه المعلومات إما في نهاية البطولة، أو عندما تكون مشاركة اللاعب في البطولة قد انتهت.
| الدورة             | 1909  | 1910  | 1911  | 1912 – 1914 | 1915  | 1916 – 1918 | 1919  | 1920  | 1921  | 1922  | 1923  | 1924  | 1925  | 1926  | 1927  | 1928  | إجمالي ف/م |
| ------------------ | ----- | ----- | ----- | ----------- | ----- | ----------- | ----- | ----- | ----- | ----- | ----- | ----- | ----- | ----- | ----- | ----- | ---------- |
| البطولة الأسترالية | ل.ت   | ل.ت   | ل.ت   | ل.ت         | ل.ت   | ل.ت         | ل.ت   | ل.ت   | ل.ت   | غ     | غ     | غ     | غ     | غ     | غ     | غ     | 0 / 0      |
| البطولة الفرنسية*  | R     | R     | R     | غ           | ل.ت   | ل.ت         | ل.ت   | غ     | غ     | غ     | غ     | ل.ت   | غ     | غ     | غ     | غ     | 0 / 0      |
| بطولة ويمبلدون     | غ     | غ     | غ     | غ           | ل.ت   | ل.ت         | غ     | غ     | غ     | غ     | غ     | د3    | غ     | غ     | غ     | غ     | 0 / 1      |
| البطولة الأمريكية  | ف     | ف     | ف     | غ           | ن     | غ           | ف     | غ     | غ     | غ     | غ     | غ     | غ     | د3    | د1    | ر.ن   | 4 / 8      |
| م.ف                | 1 / 1 | 1 / 1 | 1 / 1 | 0 / 0       | 0 / 1 | 0 / 0       | 1 / 1 | 0 / 0 | 0 / 0 | 0 / 0 | 0 / 0 | 0 / 1 | 0 / 0 | 0 / 1 | 0 / 1 | 0 / 1 | 4 / 9      |

- إجمالي ف / م = إجمالي الفوز والمشاركة

## الميداليات
| الميدالية | المسابقة                       |
| --------- | ------------------------------ |
| ذهبية     | الألعاب الأولمبية الصيفية 1924 |

## روابط خارجية
- هازل هوتشكيس وايتمان على موقع الاتحاد الدولي لكرة المضرب (الإنجليزية)
- هازل هوتشكيس وايتمان على موقع قاعة مشاهير كرة المضرب الدولية (الإنجليزية)
- هازل هوتشكيس وايتمان على موقع بطولة ويمبلدون (الإنجليزية)
- هازل هوتشكيس وايتمان على موقع خلاصة التنس.كوم (الإنجليزية)
- هازل هوتشكيس وايتمان على موقع اللجنة الأولمبية الدولية (الإنجليزية)
- هازل هوتشكيس وايتمان على موقع أوليمبيديا (الإنجليزية)